# 圣经地博物馆
31°46′30″N 35°12′09″E / 31.7749°N 35.2025°E
圣经地博物馆（希伯來語：‎；阿拉伯语：‎）是以色列耶路撒冷的一所博物馆，展示《圣经》中提到的一些人民的文化，包括古埃及人、迦南人、非利士人、阿拉米人、赫梯人、埃蘭人、腓尼基人和波斯人。

## 历史
該館在1992年由私人創立。館內展出數以百計的藏品：古代近東地區的古老文獻、偶像、錢幣、塑像、武器、陶器和印章。館內也展出耶路撒冷一些舊蹟、烏爾金字形神塔和吉萨金字塔的模型。